# مستصفرة منفطة
مستصفرة منفطة (الاسم العلمي: Xanthomonas vesicatoria) هي نوع من البكتيريا يتبع جنس المستصفرة من الفصيلة المستصفرية.